# Mélonjosephite
La mélonjosephite è un minerale.